# فالدياركوس دي لا فيغا
فالدياركوس دي لا فيغا (بالإسبانية: Valdearcos de la Vega)‏ هي بلدية تقع في مقاطعة بلد الوليد، قشتالة وليون، إسبانيا. وفقًا لتعداد عام 2004 (المعهد الوطني للإحصائيات)، يبلغ عدد سكان البلدية 115 نسمة.